# Estilo animal

Antiguo ceremonial bronce final con caballo de pie, Ordos, siglos IV al I antes de Cristo.

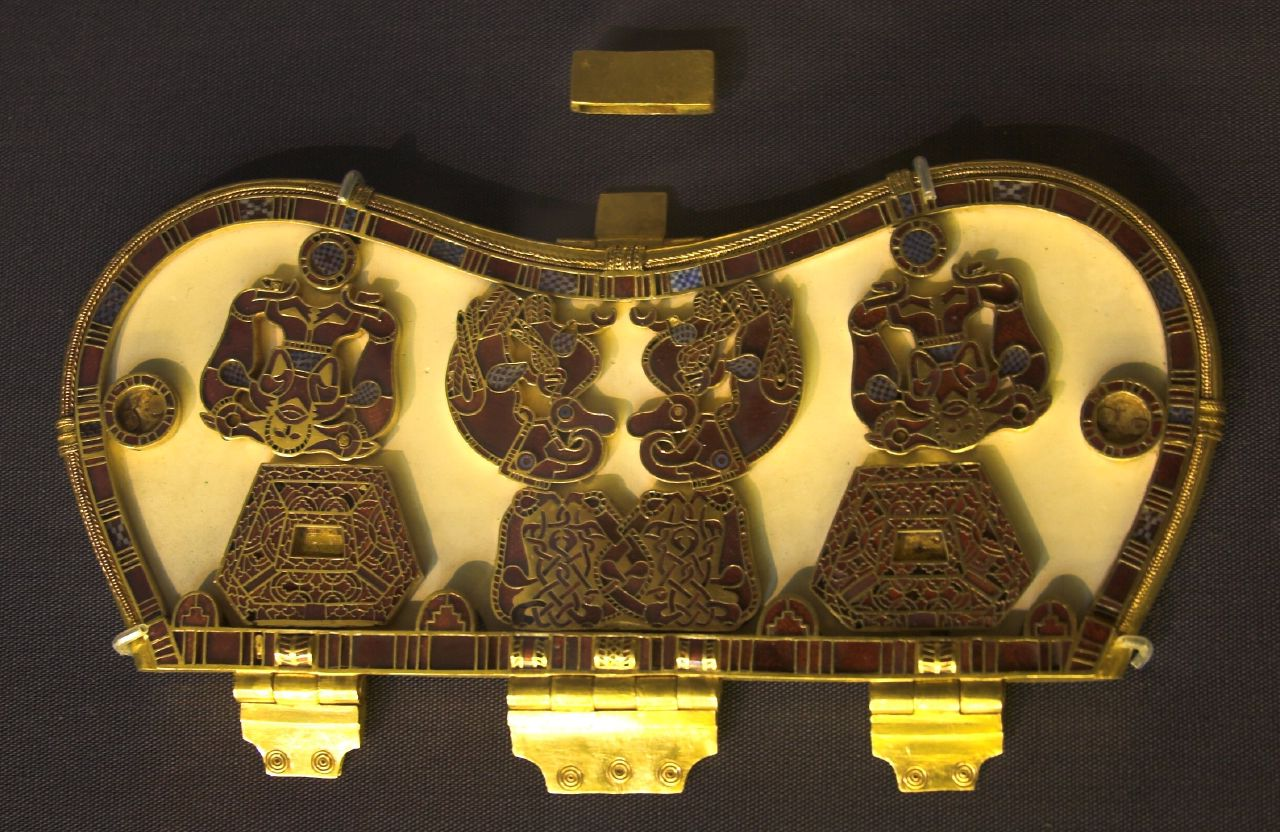
Tapa de bolso Sutton Hoo,, con animales estilo II. Museo Británico: 1939,1010.2. a-l

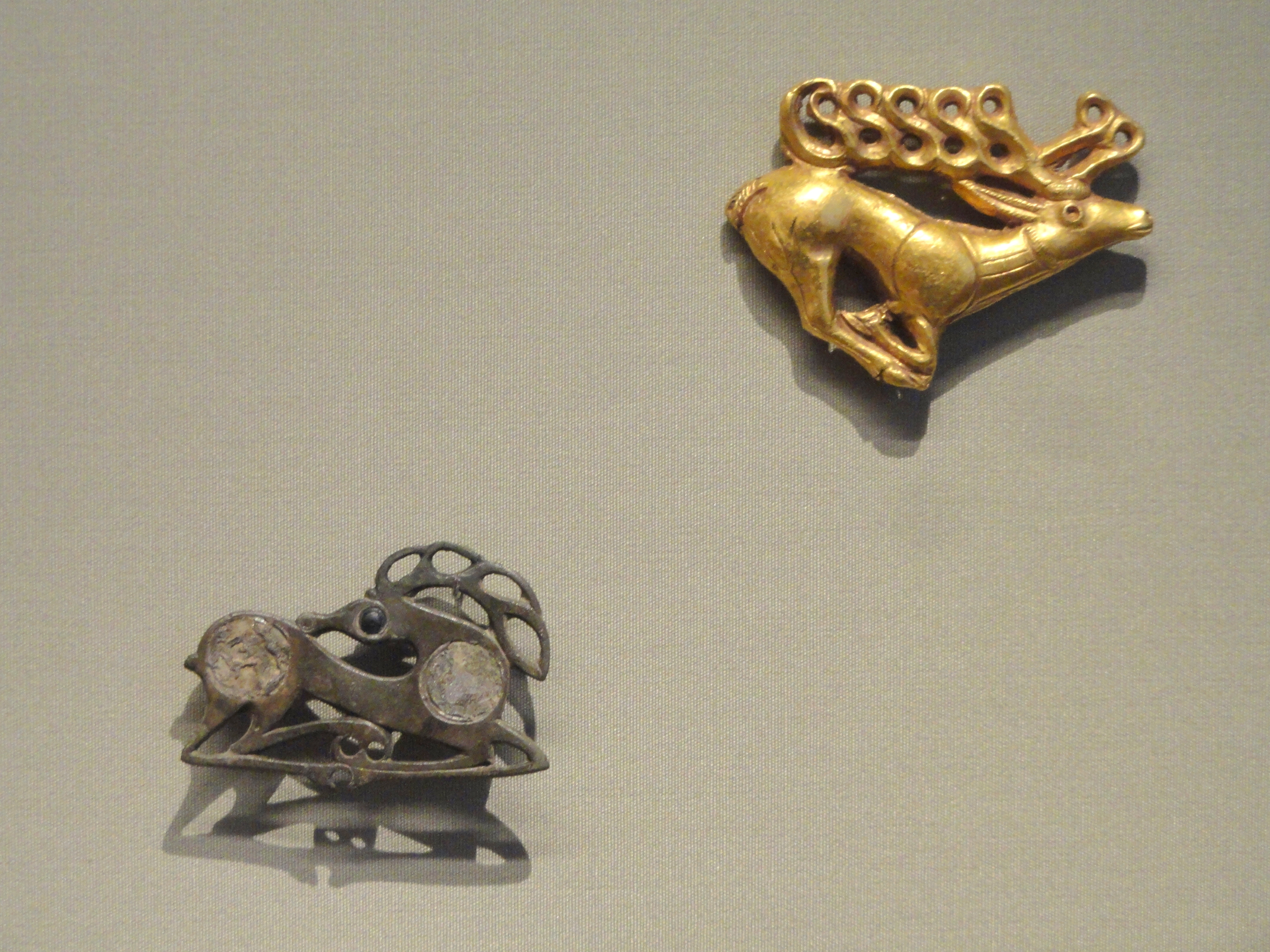
La influencia del arte escita: Fíbula en la forma de un ciervo reclinado (abajo), alrededor de 400 d. C., Europa nororiental, y placa de ciervo (arriba), 400-500 a. C., escita, Asia occidental, dorado.

El arte de estilo animal es un acercamiento a la decoración que se encuentra desde China hasta el norte de Europa en la temprana Edad del Hierro, y el arte bárbaro del período de las migraciones, caracterizado por su énfasis en motivos animales. El estilo zoomórfico de la decoración fue utilizado para decorar pequeños objetos por guerreros, cuya economía se basaba enteramente en animales y saqueos.

## Estilo oriental
El arte escita hace un gran uso de motivos animales, elementos que están presentes en la «tríada escita» de armas, arneses para caballos y el arte animal salvaje de estilo escita. Las culturas a las que se hace referencia como estilo escita comprendían las culturas cimerias y sármatas de la Sarmacia europea y se extendían a través de la estepa euroasiática al norte del Oriente Próximo hasta la cultura Ordos de China. Estas culturas fueron extremadamente influyentes en la difusión de muchas versiones locales del estilo.
Las joyas de la estepa presentan varios animales como ciervos, gatos, aves, caballos, osos, lobos y bestias míticas. Las figuras de oro de ciervos en posición agazapada con las piernas debajo del cuerpo, la cabeza erguida y los músculos tensos para dar la impresión de velocidad, son realmente impresionantes. Los cuernos «entrelazados» de la mayoría de las figuras son una característica distintiva de este estilo y que no están presentes en las figuras chinas de ciervos. Muchos estudiosos creen que la especie representada era el reno, que no se encontraba en las regiones habitadas por los pueblos esteparios en esta época. Los más grandes eran los ornamentos centrales para los escudos, mientras que otros eran placas más pequeñas probablemente adheridas a la ropa. El ciervo parece haber tenido un significado especial para los pueblos esteparios, quizás como un tótem del clan. Algunos ejemplos notables de estas figuras son:
- El cementerio de Kostromskaya, en la región de Kubán, que data del siglo VI a. C. Se encuentra en el Museo del Hermitage, San Petersburgo.
- Tápiószentmárton en Hungría que data del siglo V a. C. Se encuentra en el Museo Nacional Húngaro, Budapest.
- Kul-Oba en Crimea data del siglo IV a. C.En el Museo del Hermitage.[2]

Aunque el oro era ampliamente utilizado por la élite gobernante de las diversas tribus escitas, el material predominante para las diversas formas animales era el bronce. La mayor parte de estos artículos se utilizaron para decorar los arneses de los caballos, cinturones de cuero y vestimentas. Algunas de estas figuras de bronce se cosían a los cinturones, los cuales servían como armaduras.
El uso de la forma animal fue más allá del simple ornamento, estos aparentemente dotaban al dueño del objeto de una habilidad y poderes similares a los del animal representado. Así, el uso de estas formas se extendía a las armas de guerra, ya fueran espadas, dagas, vainas o hachas.
En las cercanías de los montes Urales y de los ríos Volga y Kama en Rusia se encuentran objetos de bronce o de aleación de cobre de los siglos V-X d. C., de estilo pérmico.

## Estilo animal germánico
El estudio de la decoración zoomórfica germánica fue iniciado por Bernhard Salin en una obra publicada en 1904. Salin clasificó el arte animal de aproximadamente 400 a 900 d. C. en tres fases. Los orígenes de estas diferentes fases siguen siendo objeto de debate. El desarrollo de tendencias en el arte popular provincial popular tardorromano fue un elemento, al igual que las tradiciones procedentes de los pueblos nómadas asiáticos de la estepa. Los estilos I y II se encuentran ampliamente por toda Europa en el arte de los pueblos «bárbaros» durante el período de la migración.
Estilo I. Aparece por primera vez en el noroeste de Europa, expresada por primera vez con la introducción de la técnica de talla en viruta aplicada al bronce y la plata en el siglo V. Se caracteriza por animales cuyos cuerpos están divididos en secciones, y aparecen típicamente al margen de los diseños cuyo énfasis principal está en los patrones abstractos.
Estilo II. Después de cerca de 560-570 estilo I, declinando, comenzó a ser reemplazado. Los animales del Estilo II son bestias enteras, sus cuerpos alargados en "cintas" que se entrelazan en formas simétricas sin pretensión de naturalismo, raramente con patas, tendiendo a ser descritas como serpientes, aunque las cabezas a menudo tienen características de otros animales. Los animales se subsumen en patrones ornamentales, típicamente entrelazados. Se pueden encontrar ejemplos del estilo II en la tapa de la bolsa dorada () de Sutton Hoo (c. 625).
Después de unos 700 estilos localizados se desarrollan, y ya no es muy útil hablar de un estilo germánico general. El estilo III de Salin se encuentra principalmente en Escandinavia, y también se puede llamar arte vikingo. El entrelazado, donde se produce, se vuelve menos regular y más complejo, y si no es así, los animales tridimensionales suelen verse de perfil pero retorcidos, exagerados, surrealistas, con partes del cuerpo fragmentadas que llenan todos los espacios disponibles, creando un intenso y detallado sentimiento energético. Los cuerpos de los animales se hacen difíciles de entender para el espectador no entrenado, y hay un motivo muy común de la «bestia apretadora» donde la boca de un animal se agarra a otro elemento de la composición para conectar dos partes. El estilo animal fue un componente, junto con el arte celta y los elementos clásicos tardíos, en la formación del estilo del arte insular y el arte anglosajón en las islas británicas, y a través de estas rutas y otras del Continente, dejó un legado considerable en el arte medieval posterior.
Otros nombres se utilizan a veces: en el arte anglosajón Kendrick prefirió «casco» y «cinta» para los estilos I y II.
| |
| Placa de oro escita con pantera, probablemente para un escudo o coraza, 13 in/33 cm de largo, finales del VII a. C. |

| |
| Cabezal de eje con cabeza de hacha con un demonio de cabeza de pájaro, un jabalí y una figura de dragón. De Asia Central (Bactria-Margiana), finales del 3er - principios del 2.º milenio antes de Cristo. |

| |
| Análisis de un pájaro de Broa, según el cual encuentra el estilo «Broa», una fase del Estilo III de Salin. |